# Street Mechanics
Street Mechanics er en House-gruppe. Gruppen består af Thomas Madvig & Masssimo fra Danmark.
| Musikgruppe | Spire Denne artikel om en dansk musikgruppe er en spire som bør udbygges. Du er velkommen til at hjælpe Wikipedia ved at udvide den. |